# Shady Oukhadda
Shady Oukhadda (Abano Terme, 17 gennaio 1999) è un calciatore marocchino con cittadinanza italiana, di ruolo difensore del Modena.

## Caratteristiche tecniche
Giocatore molto duttile, può essere impiegato come terzino, difensore centrale, mezzala ed esterno di centrocampo. Ha dichiarato di ispirarsi ad Achraf Hakimi.

## Carriera

### Club
Cresciuto nei settori giovanili di Padova e Torino, con cui ha vinto una Coppa Italia Primavera, il 2 agosto 2018 viene ceduto a titolo temporaneo all'Albissola, con cui inizia la carriera professionistica. Il 18 luglio 2019 passa, sempre in prestito, alla Siena
Il 3 ottobre 2020 passa a titolo definitivo al Gubbio Il 25 gennaio 2022 viene ceduto al Modena, con cui si lega fino al 2025. Dopo aver conquistato la promozione in Serie B, il 17 ottobre 2023 prolunga per un'altra stagione con i Canarini.
Il 30 agosto 2024 viene ceduto in prestito al Benevento.

### Nazionale
Ha giocato nelle nazionali giovanili marocchine Under-17 ed Under-20.

## Statistiche

### Presenze e reti nei club
Statistiche aggiornate al 4 maggio 2025.
| Stagione        | Squadra         | Campionato      | Campionato | Campionato | Coppe nazionali | Coppe nazionali | Coppe nazionali | Coppe continentali | Coppe continentali | Coppe continentali | Altre coppe | Altre coppe | Altre coppe | Totale | Totale |
| Stagione        | Squadra         | Comp            | Pres       | Reti       | Comp            | Pres            | Reti            | Comp               | Pres               | Reti               | Comp        | Pres        | Reti        | Pres   | Reti   |
| --------------- | --------------- | --------------- | ---------- | ---------- | --------------- | --------------- | --------------- | ------------------ | ------------------ | ------------------ | ----------- | ----------- | ----------- | ------ | ------ |
| 2018-2019       | Albissola       | C               | 31         | 0          | CI-C            | 3               | 0               | -                  | -                  | -                  | -           | -           | -           | 34     | 0      |
| 2019-2020       | Siena           | C               | 20+1       | 1          | CI+CI-C         | 1+4             | 0               | -                  | -                  | -                  | -           | -           | -           | 26     | 1      |
| 2020-2021       | Gubbio          | C               | 33         | 2          | -               | -               | -               | -                  | -                  | -                  | -           | -           | -           | 33     | 2      |
| 2021-gen. 2022  | Gubbio          | C               | 20         | 1          | CI-C            | 1               | 0               | -                  | -                  | -                  | -           | -           | -           | 21     | 1      |
| Totale Gubbio   | Totale Gubbio   | Totale Gubbio   | 53         | 3          |                 | 1               | 0               |                    | -                  | -                  |             | -           | -           | 54     | 3      |
| gen.-giu. 2022  | Modena          | C               | 10         | 0          | CI-C            | -               | -               | -                  | -                  | -                  | SC          | 1           | 0           | 11     | 0      |
| 2022-2023       | Modena          | B               | 29         | 0          | CI              | 3               | 0               | -                  | -                  | -                  | -           | -           | -           | 32     | 0      |
| 2023-2024       | Modena          | B               | 25         | 0          | CI              | 0               | 0               | -                  | -                  | -                  | -           | -           | -           | 25     | 0      |
| Totale Modena   | Totale Modena   | Totale Modena   | 64         | 0          |                 | 3               | 0               |                    | -                  | -                  |             | 1           | 0           | 68     | 0      |
| 2024-2025       | Benevento       | C               | 26+1       | 1          | CI-C            | 0               | 0               | -                  | -                  | -                  | -           | -           | -           | 27     | 1      |
| Totale carriera | Totale carriera | Totale carriera | 196        | 5          |                 | 12              | 0               |                    | -                  | -                  |             | 1           | 0           | 209    | 5      |

## Palmarès

### Club

#### Competizioni nazionali
- Serie C: 1

Modena: 2021-2022 (girone B)
- Supercoppa Serie C: 1

Modena: 2022

#### Competizioni giovanili
- Coppa Italia Primavera: 1

Torino: 2017-2018